# إدوارد كونور مارشال أوبراين
إدوارد كونور مارشال أوبراين (بالإنجليزية: Edward Conor Marshall O'Brien)‏ هو بحار ومهندس معماري وكاتب أيرلندي، ولد في 3 نوفمبر 1880، وتوفي في 18 أبريل 1952.